# توپوگرافی ماه

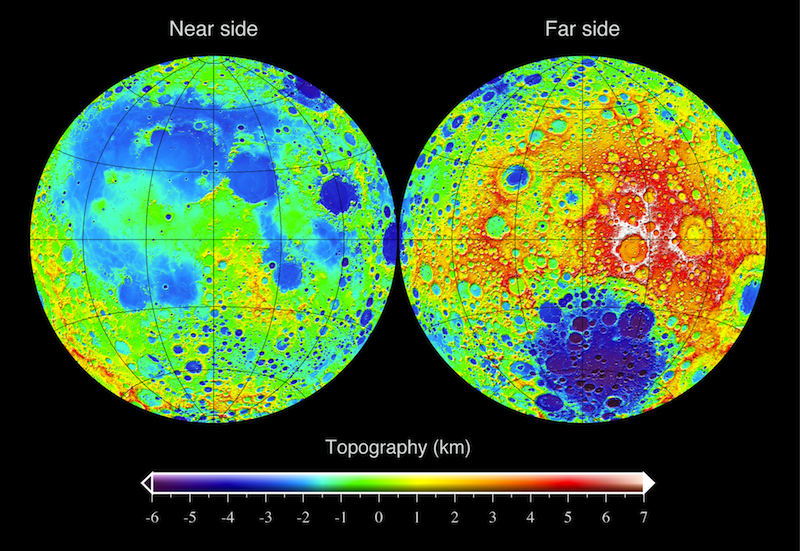
توپوگرافی ماه، کره‌ای با شعاع متوسط (۱۷۳۷٫۴ کیلومتر).

توپوگرافی ماه یا عارضه‌نگاری ماه (انگلیسی: Topography of the Moon) یا ماه‌نگاری، استفاده از روش‌های ارتفاع سنجی لیزر و تجزیه و تحلیل تصویر استریو، از جمله داده‌های به دست آمده در طول مأموریت فضاپیمای کلمنتاین است که در مدار ماه اندازه‌گیری شده‌است. بارزترین ویژگی توپوگرافی حوضه عظیم قطب جنوب - ایتکن است که دارای کمترین بلندی‌های سطح ماه است. بلندی‌های بیشتر فقط در شمال شرقی این حوضه یافت می‌شود، و گفته شده‌است که این منطقه می‌تواند نمایانگر مواد پرتابی ضخیم‌تری در منشأ باشد که در اثر برخوردهای مورب حوضه قطب جنوب-ایتکن ایجاد شده بوده‌اند. حوضه‌های برخوردی بزرگ دیگر مانند دریای رگبارها، دریای آرامی، دریای بحران‌ها، دریای اسمیت و دریای خاوری نیز دارای ارتفاعات کم منطقه و لبه‌دهانه‌های بلند هستند.
یکی دیگر از ویژگی‌های بارز شکل ظاهری ماه این است که ارتفاع بلندی‌ها در سمت دور ماه به‌طور متوسط حدود ۱٫۹ کیلومتر بلندتر از سمت نزدیک ماه است. اگر فرض شود که پوسته در ایزوستازی (تعادل ایزواستاتیک) است و تراکم پوسته در همه جا یکسان است، در این صورت در ماه بلندی‌های بالاتر با پوستهٔ ضخیم‌تری همراه است. با استفاده از جاذبهٔ زمین، توپوگرافی و داده‌های لرزه‌ای، تصور می‌رود که پوسته به‌طور متوسط حدود ۵۰ ± ۱۵ کیلومتر ضخامت داشته باشد، با پوستهٔ سمت دور آن به‌طور متوسط حدود ۱۵ کیلومتر بیشتر از سمت نزدیک ضخامت داشته‌باشد.